# Sequoia Capital
Sequoia Capital é uma empresa de capital de risco localizada em Menlo Park, Califórnia, Estados Unidos.

## História
Em 1972, Don Valentine era um executivo de vendas e marketing no setor de circuitos integrados, porém decidiu explorar o seu conhecimento no capital de risco e decidiu fundar a Sequoia para identificar e financiar empresas com capacidade de crescimento. Steve Jobs, o fundador da Apple, foi um dos favorecidos pelo capital da Sequoia em 1978.
Por volta de 1990, Valentine passou o controle administrativo da empresa para Doug Leone e Michael Moritz. A história do italiano Leone nos Estados Unidos começa com a chegada em Nova York no ano de 1968, na época tinha apenas 11 anos de idade. Ele, um garoto ambicioso e otimista, na adolescência chegou a trabalhar com barcos, observava as pessoas nas piscinas do clube de campo e sempre imaginava que um dia iria encontrar aquelas pessoas no mundo dos negócios. Em 1979, formou-se em engenharia mecânica na universidade de Cornell. 
Moritz formou-se na Universidade de Oxford ao terminar o curso de bacharel em história. Em 1978, ele concluiu um MBA pela Faculdade de Direito da Universidade da Pensilvânia.  Em 2012 teve que deixar as funções administrativas da empresa devido a um diagnóstico de uma doença não divulgada. [carece de fontes]

## Investimentos
Os investimentos da Sequoia incluem:  Scanntech, Airbnb, Apple, Aruba Networks, Google, YouTube, Klarna, Zomato, PayPal, Instagram, Medallia, Meraki, Capillary Technologies, Cisco Systems, Oracle, Electronic Arts, Skyhigh Networks, TuneIn, Yahoo!, NVIDIA, Lattice Engines, Navigenics, Cotendo, Atari, Ameritox, Kayak, Meebo, Admob, Knowlarity Communications, Followap, WhatsApp, Zappos, Adallom, Seculert, Percolate, Green Dot, LinkedIn, Indeni, Skyscanner, Kontera, Relcy e Nubank.